# Leptotyphlops nasalis
Leptotyphlops nasalis är en kräldjursart som beskrevs av  Taylor 1940. Leptotyphlops nasalis ingår i släktet Leptotyphlops och familjen Leptotyphlopidae. Inga underarter finns listade i Catalogue of Life.